# ISO 3166-2:KW
ISO 3166-2:KW — стандарт Международной организации по стандартизации, который определяет геокоды. Является подмножеством стандарта ISO 3166-2, относящимся к Кувейту. Стандарт охватывает 6 мухафаз. Каждый код состоит из двух частей: кода Alpha2 по стандарту ISO 3166-1 для Кувейта — KW и дополнительного кода, записанных через дефис. Дополнительный двухбуквенный код образован созвучно названию мухафаз. Геокоды мухафаз Кувейта являются подмножеством кодов домена верхнего уровня — KW, присвоенного Кувейту в соответствии со стандартами ISO 3166-1.

## Геокоды Кувейта
Геокоды 6 мухафаз административно-территориального деления Кувейта.
| Геокод | Административная единица | Статус   |
| ------ | ------------------------ | -------- |
| KW-AH  | Эль-Ахмади               | мухафаза |
| KW-FA  | Эль-Фарвания             | мухафаза |
| KW-JA  | Эль-Джахра               | мухафаза |
| KW-KU  | Эль-Асима                | мухафаза |
| KW-HA  | Хавалли                  | мухафаза |
| KW-MU  | Мубарак аль-Кабир        | мухафаза |

## Геокоды пограничных Кувейту государств
- Ирак — ISO 3166-2:IQ (на севере, на западе),
- Саудовская Аравия — ISO 3166-2:SA (на юге).